# Jonty Rhodes
Jonty Rhodes (nacido el 27 de julio de 1969) es un comentarista de cricket profesional de Sudáfrica y exjugador de críquet internacional. Jugó para el equipo de cricket de Sudáfrica entre 1992 y 2003. Es considerado como uno de los mejores fildeadores de todos los tiempos y fue el primer jugador de cricket sudafricano en realizar 100 capturas de One Day International. Conocido por su carrera rápida como bateador diestro, se destacó especialmente por su fildeo defensivo, particularmente atrapando, fildeando en el suelo y lanzando desde su posición más común de punto hacia atrás.

## Carrera internacional
Rhodes hizo su debut en One Day International contra Australia en el partido inaugural de Sudáfrica de la Copa Mundial de Críquet de 1992 en el Sydney Cricket Ground el 26 de febrero de 1992.
Rhodes se retiró del cricket de prueba en 2000, y del cricket de un día en 2003 después de una lesión durante la Copa Mundial de Críquet de 2003.
Fue nombrado entrenador de campo de Kings XI Punjab. En septiembre de 2020, Rhodes firmó un contrato con la Federación Sueca de Cricket, antes de mudarse a Suecia de forma permanente.

## Premios
- En 1999 fue votado como uno de los jugadores de críquet del año de Wisden.[6]
- En 2004 fue votado en el puesto 29 en el Top 100 Great South Africans en la serie de televisión Great South Africans de SABC3.[7]